# Saint-Remy-du-Nord
 Saint-Remy-du-Nord  es una población y comuna francesa, en la región de Norte-Paso de Calais, departamento de Norte, en el distrito de Avesnes-sur-Helpe y cantón de Hautmont.

## Demografía
| 1402 | 1360 | 1306 | 1351 | 1390 | 1265 |
| Para los censos de 1962 a 1999 la población legal corresponde a la población sin duplicidades (Fuente: INSEE [Consultar]) |      |      |      |      |      |